# Observatoire Lick

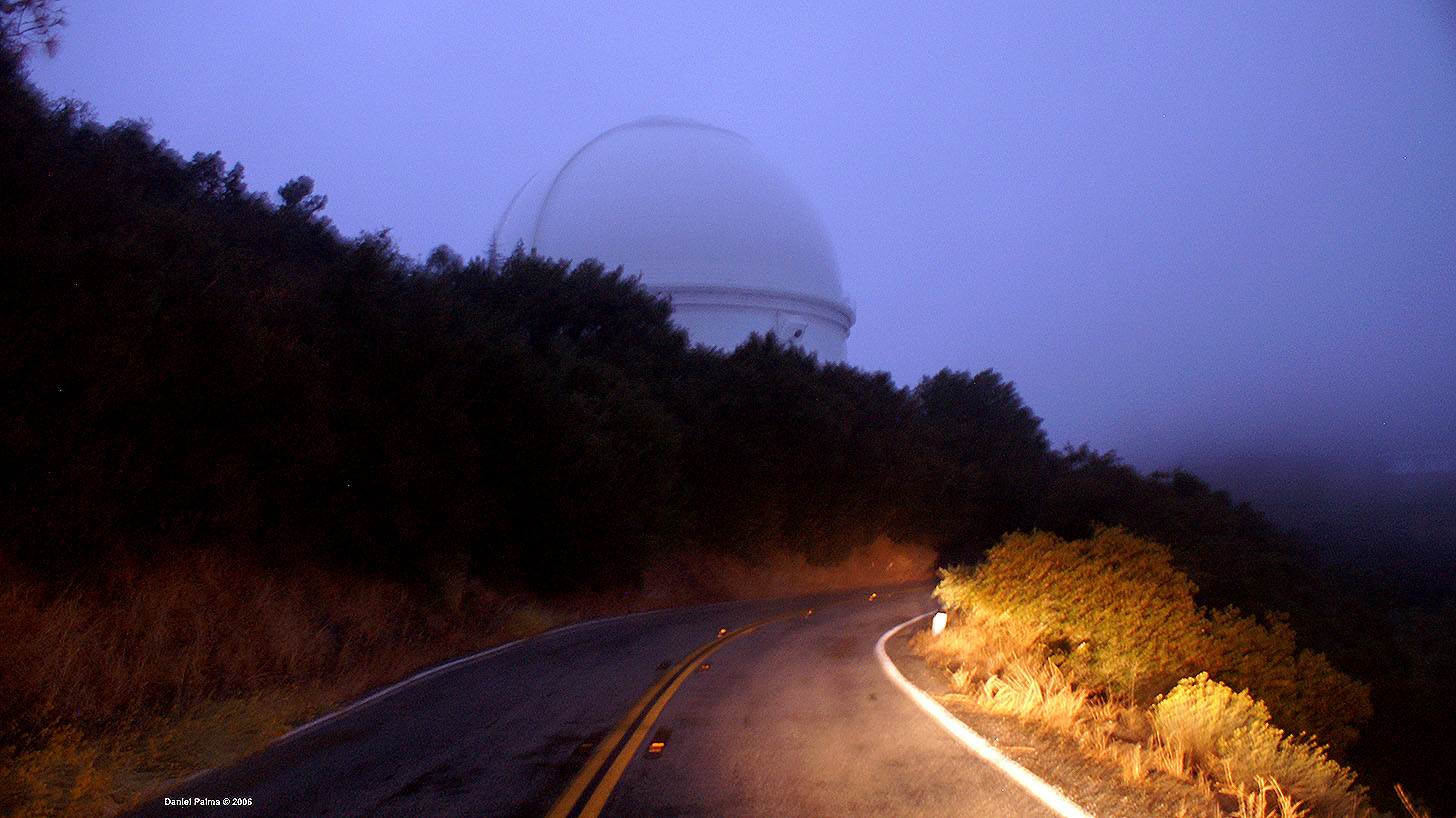
L'observatoire Lick depuis la route 130, Comté de Santa Clara, Californie.

L'observatoire Lick est un observatoire astronomique de l'université de Californie. Il est situé au sommet du mont Hamilton à l'est de San José, aux États-Unis.

## Histoire
L'observatoire Lick est l'un des premiers observatoires à avoir été construits au sommet d'une montagne, à 1283 mètres d'altitude. Il fut construit entre 1876 et 1887, et financé grâce à un legs de James Lick. En 1887, la dépouille de Lick fut enterrée sur le site de la future grande lunette astronomique, avec une tablette en laiton portant l'inscription « Ici repose le corps de James Lick. »
Avant de pouvoir commencer la construction de l'observatoire proprement dit, il a d'abord fallu créer une route accédant au chantier. Tous les matériaux de construction ont été acheminés sur le site à l'aide de chariots tirés par des chevaux ou des mules, la route possède donc un tracé très sinueux afin de garder la pente en deçà de 6,5 %, le maximum acceptable pour les chevaux. La route moderne suit toujours ce tracé originel.
Les étapes des travaux, l'aménagement d'origine et les instruments à l'ouverture furent photographiés (voir en ligne) pour témoigner de la modernité de la construction. 
À la date de sa mise en service le 3 janvier 1888, la lunette astronomique de 91 cm (36 inch) du mont Hamilton était la plus grande du monde, jusqu'à la construction de l'observatoire Yerkes en 1897. En avril 1888, l'observatoire fut placé sous la responsabilité de l'université de Californie, et devint le premier observatoire de montagne à être occupé en permanence. Sa situation offrait d'excellentes conditions d'observation grâce notamment à l'absence de pollution lumineuse, et au fait que le sommet du mont Hamilton se trouve presque toujours au-dessus du brouillard souvent présent dans la baie de San Francisco.
Plus tard, avec la croissance de San José et du reste de la Silicon Valley, la pollution lumineuse devint toutefois un problème majeur pour l'observatoire. Dans les années 1970, un autre site dans les montagnes de Santa Lucia, au sud-est de Monterey fut étudié en vue d'un éventuel déménagement d'une partie des instruments, mais les fonds nécessaires à ce déplacement étaient insuffisants, et en 1980 la ville de San José initia un programme de réduction des effets de la pollution lumineuse, en particulier en remplaçant la plupart des lampes dans les rues par des lampes à vapeur de sodium basse pression. Grâce à ces efforts, le mont Hamilton reste encore aujourd'hui un site viable pour l'observation astronomique.

## Découvertes
Liste non exhaustive donne un aperçu de quelques-unes des découvertes les plus marquantes réalisées à l'observatoire Lick :
- plusieurs lunes de Jupiter :
  - Amalthée,
  - Élara,
  - Himalia ;
- plusieurs planètes extrasolaires :
  - systèmes triples :
    - Upsilon Andromedae,
    - 55 Cancri ;

  - systèmes doubles :
    - HD 38529 (avec Keck),
    - HD 12661 (avec Keck),
    - 47 Ursae Majoris ;
- l'astéroïde géocroiseur (29075) 1950 DA.

## Équipements
Liste des instruments actuels de l'observatoire :
- le télescope C. Donald Shane (en) de 3 mètres (120 pouces) ;
- la grande lunette de Lick de 0,9 m (36 pouces) ;
- la lunette Carnegie de 0,5 m (20 pouces) ;
- le télescope Anna L. Nickel de 1 m (40 pouces) ;
- le télescope Crossley de 0,9 m (36 pouces) ;
- le télescope Tauchmann de 0,5 m (22 pouces) ;
- le Katzman Automatic Imaging Telescope (KAIT) de 76 cm ;
- le Automated Planet Finder de 2,4 m (fonctionnement entièrement robotisé en 2014).